# Општина Делчево
Општина Делчево је једна од 11 општина Источног региона у Северној Македонији. Седиште општине је истоимени град Делчево.

## Положај
Општина Делчево налази се у источном делу Северне Македоније и погранична је са Бугарском на северу и истоку. Са других страна налазе се друге општине Северне Македоније:
- југоисток — Општина Пехчево
- југ — Општина Берово
- запад — Општина Виница
- северозапад — Општина Македонска Каменица

## Природне одлике
Рељеф: Општина Делчево налази се у долини реке Брегалнице, на делу тока кроз клисуру и област Пијанец. На северу се налази планина Осогово, а на југу Гољак.
Клима: У нижем делу општине влада умерено континентална клима, а у вишем делу општине њена оштрија варијанта због надморске висине.
Воде: Брегалница, најзначајнији водоток у области, протиче средишњим делом општине. Други мањи водотоци се уливају у ову реку.

## Становништво
Општина Делчево имала је по последњем попису из 2002. г. 17.505 ст., од чега у седишту општине, граду Делчеву, 10.454 ст. (60%). Општина је ретко насељена, посебно сеоско подручје.
Национални састав по попису из 2002. године био је:
|           | Број   | Постотак |
| Укупно    | 17.505 | 100%     |
| Македонци | 16.637 | 95,0%    |
| Роми      | 651    | 3,7%     |
| Турци     | 122    | 0,7%     |
| остали    | 95     | 0,5%     |

## Насељена места
У општини постоји 22 насељена места, једно градско — град Делчево, а остало 21 насеље са статусом села:
| - Делчево - Бигла - Ветрен - Вирче - Вратиславци - Габрово | - Град - Драмче - Звегор - Илијово - Киселица - Косово Дабље | - Нови Истевник - Очипала - Полето - Разловци - Селник - Стамер | - Стари Истевник - Тработивиште - Турија - Чифлик |  |